# Amir Ali-Akbari

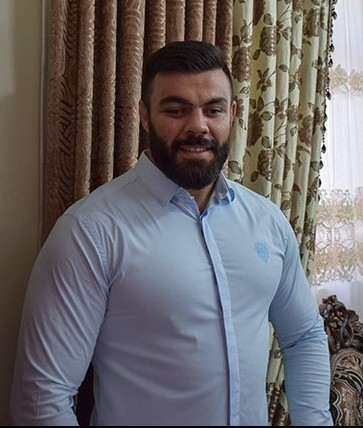
Amir Ali-Akbari

Amir Ali-Akbari (persisch امیر علی‌اکبری, * 11. Dezember 1987) ist ein iranischer Ringer. Er wurde 2010 Weltmeister im griechisch-römischen Stil im Halbschwergewicht.

## Werdegang
Amir Ali-Akbari, der seit dem Jahre 2000 ringt, gehört dem Verein Shahria Teheran an und wird dort von Nasser Nurbash trainiert. Der 1,92 Meter große Athlet tritt im Halbschwergewicht an, doch ist wegen seiner Größe anzunehmen, dass er bald ganz in das Schwergewicht, in dem er sich auch schon betätigte, wechseln wird. Er startet ausschließlich im griechisch-römischen Stil.
Seinen ersten großen Erfolg auf der internationalen Ringermatte erzielte er im Jahre 2007, als er in Peking in der Mittelgewichtsklasse Junioren-Weltmeister wurde. Den Sprung zu den Olympischen Spielen 2008 in Peking schaffte er aber wegen der starken Konkurrenz im eigenen Lande noch nicht.
Seit 2009 ist er aber der beste iranische Ringer im Halbschwergewicht. Dies zeigte sich schon bei der Asien-Meisterschaft 2009 in Pattaya, wo er den Titel vor Margulan Assembekow aus Kasachstan und Anil Kumar aus Indien gewann. Bei der Weltmeisterschaft 2009 in Herning/Dänemark erzielte er insgesamt vier Siege, lediglich gegen den späteren Weltmeister Balázs Kiss aus Ungarn unterlag er im Halbfinale und gewann so seine erste Medaille bei einer Weltmeisterschaft im Seniorenbereich, die bronzene.
Zur Krönung seiner bisherigen Laufbahn wurden die Weltmeisterschaften 2010 in Moskau. Dort gewann er im Halbschwergewicht mit Siegen über Dawid Saldadse, Ukraine, Mohamad Abd El Fatah, Ägypten, Kalojan Dintschew, Bulgarien, den Olympiasieger Aslanbek Chuschtow, Russland und Timofei Dseinitschenko, Belarus in überlegenem Stil den Weltmeistertitel.
Im Jahre 2011 wurde Amir Ali-Akbari bei einer Trainingskontrolle des Dopings überführt und für zwei Jahre bis zum 10. Juli 2013 gesperrt. Nach seiner Sperre startete er 2013 bei der Universiade in Kasan im Schwergewicht und erreichte dort den Endkampf, den er gegen Rıza Kayaalp aus der Türkei verlor. Es zeigte sich aber schon dort, dass er sich weiterentwickelt hatte und zur absoluten Weltspitze, auch in der neuen Gewichtsklasse, gehört.  Bei der Weltmeisterschaft 2013 bewies er dies auf eindrucksvolle Weise, denn er besiegte dort Oleksandr Tschernezkyj, Ukraine, Eduard Popp, Deutschland, Rıza Kayaalp und Heiki Nabi, Estland und wurde neuer Weltmeister. Es bleibt nur zu hoffen, dass dieser Erfolg auf ehrliche Weise errungen wurde.
Leider erwies sich diese Hoffnung als Trugschluss, denn bei der Überprüfung der Dopingprobe, die er bei der Weltmeisterschaft abgeben musste, wurde festgestellt, dass Amir Ali-Akbari erneut gedopt war. Der Ringer-Weltverband FILA hat ihm daraufhin den Weltmeistertitel 2013 entzogen und ihn lebenslang gesperrt.

## Internationale Erfolge
| Jahr | Platz | Wettbewerb                               | Gewichtsklasse | Ergebnis |
| 2007 | 1.    | Junioren-WM in Peking                    | Mittel         | mit Siegen über Pangiotis Hatzitheodoridis, Griechenland, Dejan Franjkovic, Serbien, Liu Yingwei, China, Sergo Ninua, Georgien und Artur Shahinjak, Armenien |
| 2009 | 1.    | Asien-Meisterschaft in Pattaya           | Halbschwer     | vor Margulan Assembekow, Kasachstan, Anil Kumar, Indien u. Yahia Abutabaeekh, Jordanien |
| 2009 | 3.    | WM in Herning/Dänemark                   | Halbschwer     | mit Siegen über Jesper Viholt, Dänemark, Kalojan Dintschew, Bulgarien u. Alin Alexuc-Ciurariu, Rumänien, einer Niederlage gegen Balázs Kiss, Ungarn u. einem Sieg über Dawid Saldadse, Usbekistan                                                                             |
| 2010 | 6.    | Welt-Cup in Jerewan                      | Halbschwer     | hinter Balázs Kiss, Arman Gehamjan, Armenien, Babak Hossein Ghorbani-Goldasteh, Iran, Ahmet Tacyildiz, Türkei u. Rustam Totrow, Russland |
| 2010 | 1.    | Golden-Grand-Prix in Tiflis              | Schwer         | vor Otari Bolkwadse, Georgien, Mohsen Besnichi, Iran u. Guram Pherselidse, Georgien |
| 2010 | 1.    | WM in Moskau                             | Halbschwer     | mit Siegen über Dawid Saldadse, Mohamad Abd El Fatah, Ägypten, Kalojan Dintschew, Aslanbek Chuschtow, Russland u. Timofei Dseinitschenko, Belarus |
| 2011 | 1.    | G. Kartozia & W. Balawadse-Cup in Tiflis | Schwer         | vor Attila Güzel, Türkei, Amir Ghasemi Monajazi, Iran und Wladimir Guralski, Israel |
| 2013 | 2.    | Universiade in Kasan                     | Schwer         | hinter Rıza Kayaalp, Türkei, vor Nurmachan Tinalijew, Kasachstan und Bálint Lám, Ungarn |
| 2013 | disq. | WM in Budapest                           | Schwer         | nach Siegen über Oleksandr Tschernezkyj, Ukraine, Eduard Popp, Deutschland, Rıza Kayaalp und Heiki Nabi, Estland beendete Ali-Akbari die WM eigentlich als Sieger. Er war aber wieder gedopt. Deshalb wurde ihm von der FILA der WM-Titel entzogen und er lebenslang gesperrt |

Erläuterungen
- alle Wettbewerbe im griechisch-römischen Stil
- Mittelgewicht bis 84 kg, Halbschwergewicht bis 96 kg und Schwergewicht bis 120 kg Körpergewicht
- WM = Weltmeisterschaft